# La Ciutat (Alts Pirineus)
La Ciutat (en francès Cieutat) és un municipi francès situat al departament dels Alts Pirineus i a la regió d'Occitània.

## Demografia
| 1962                                       | 1968 | 1975 | 1982 | 1990 | 1999 | 2007 |
| ------------------------------------------ | ---- | ---- | ---- | ---- | ---- | ---- |
| 419                                        | 470  | 457  | 509  | 539  | 518  | 576  |
| Des de 1962: població sense dobles comptes |      |      |      |      |      |      |

## Administració
| Període   | Identitat                 | Partit |
| --------- | ------------------------- | ------ |
| 1995-2001 | Claude Biradon            |        |
| 2001-2008 | André Abadie              |        |
| 2008-     | Marie-José Darre-Cabarrou |        |

## Galeria d'imatges

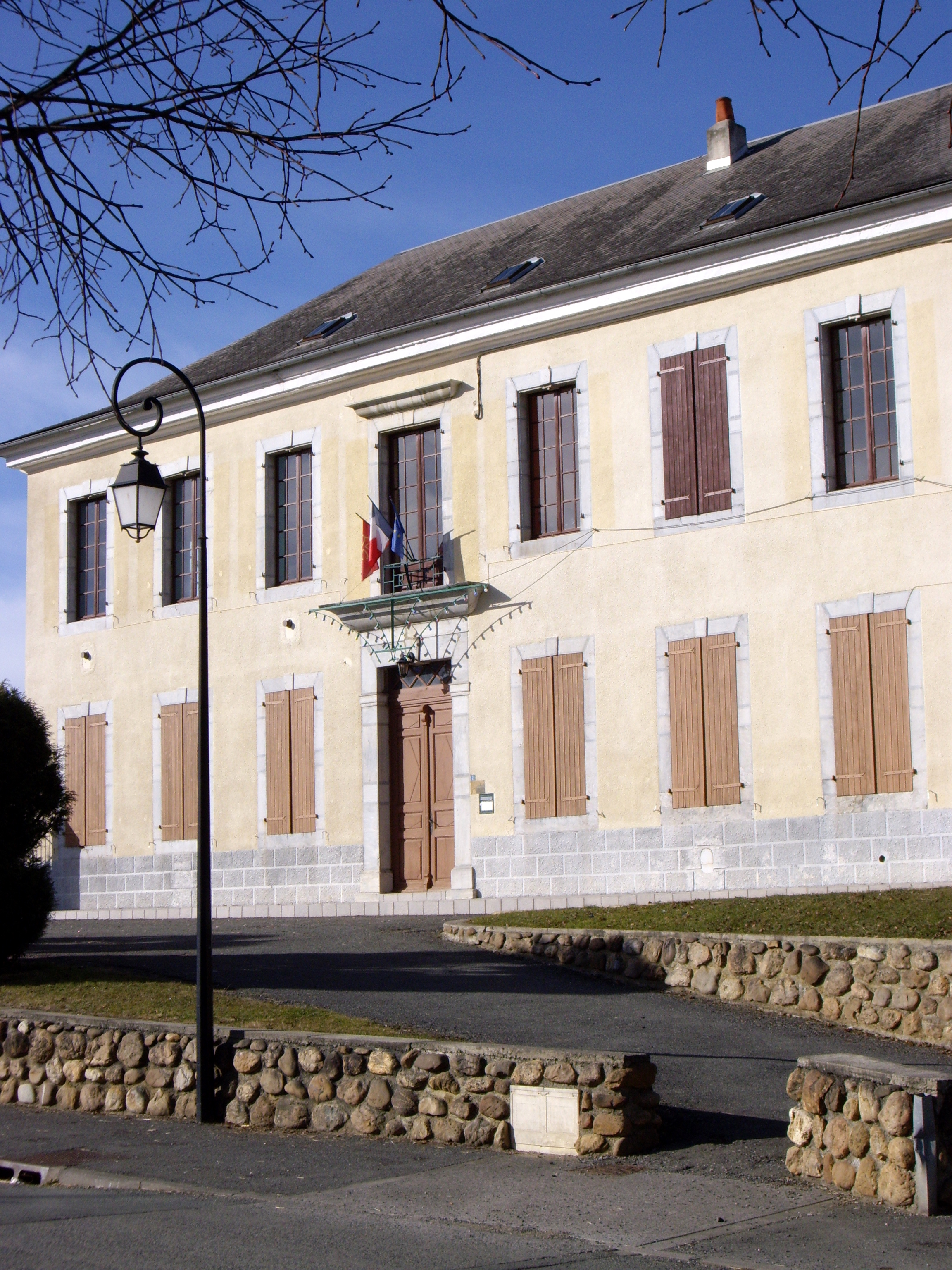
Alcaldia de Ciutat
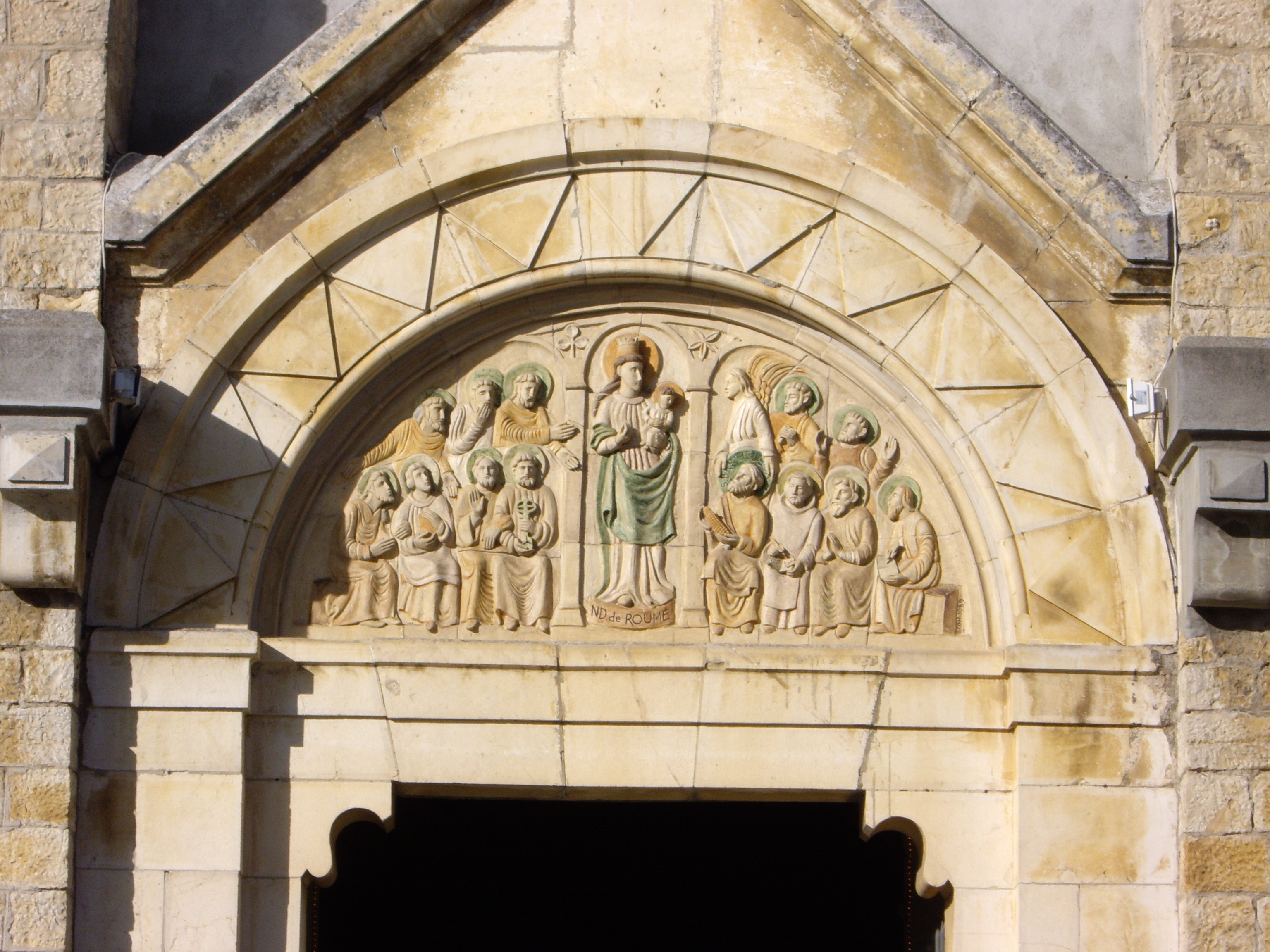
Portal de l'església de Sent Bertomeu
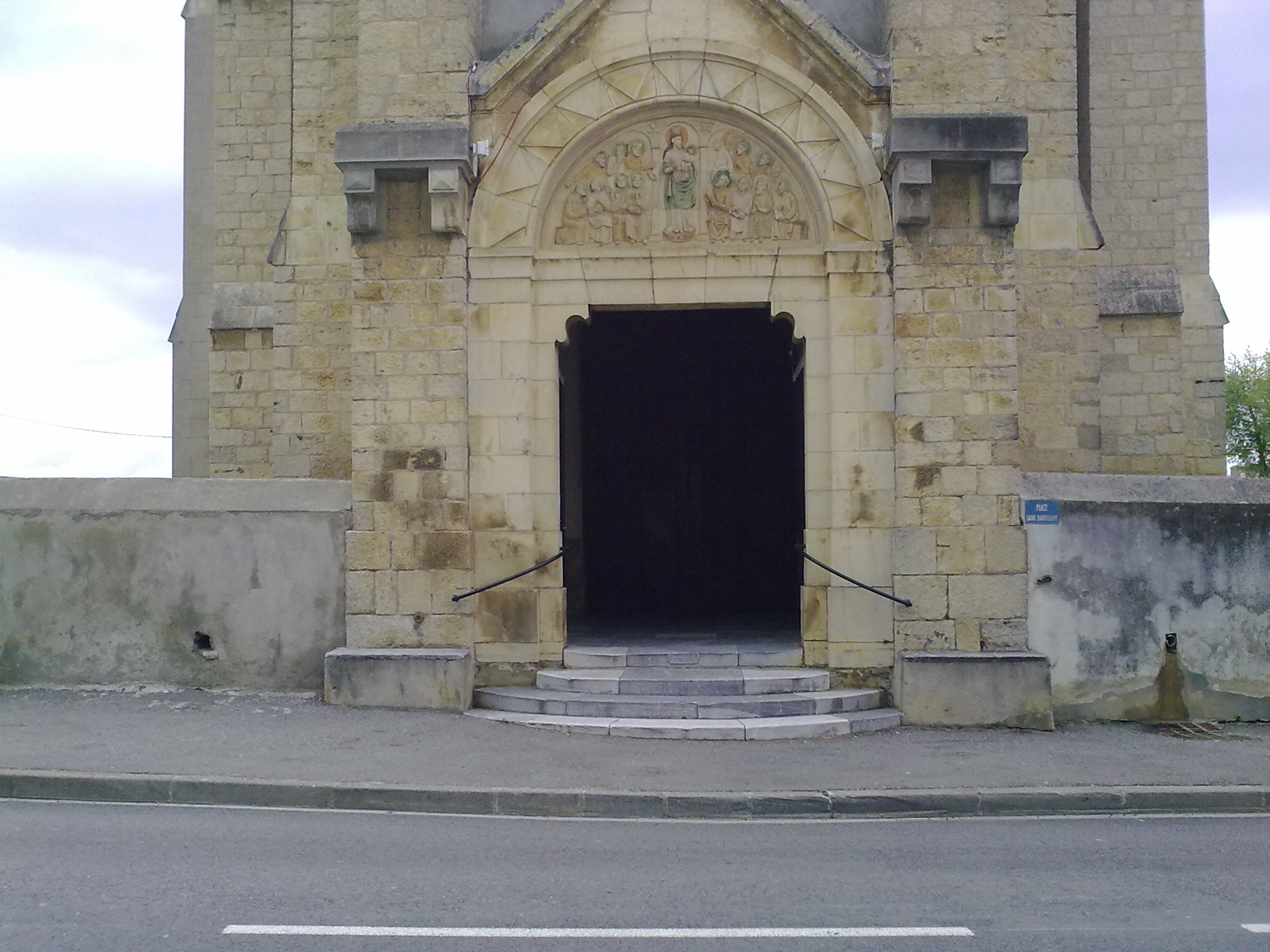
Església de ciutat
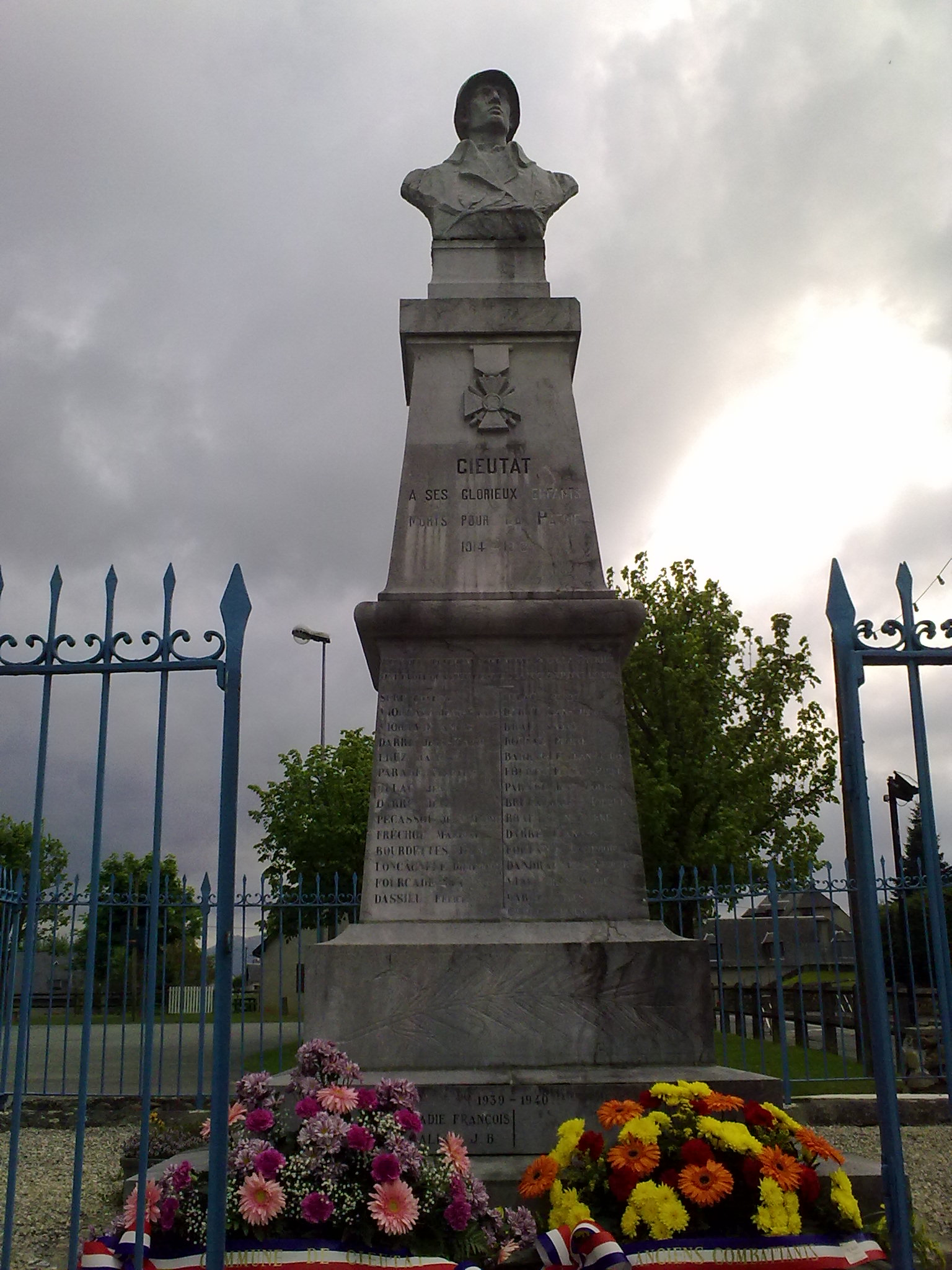
Monument als morts de Ciutat
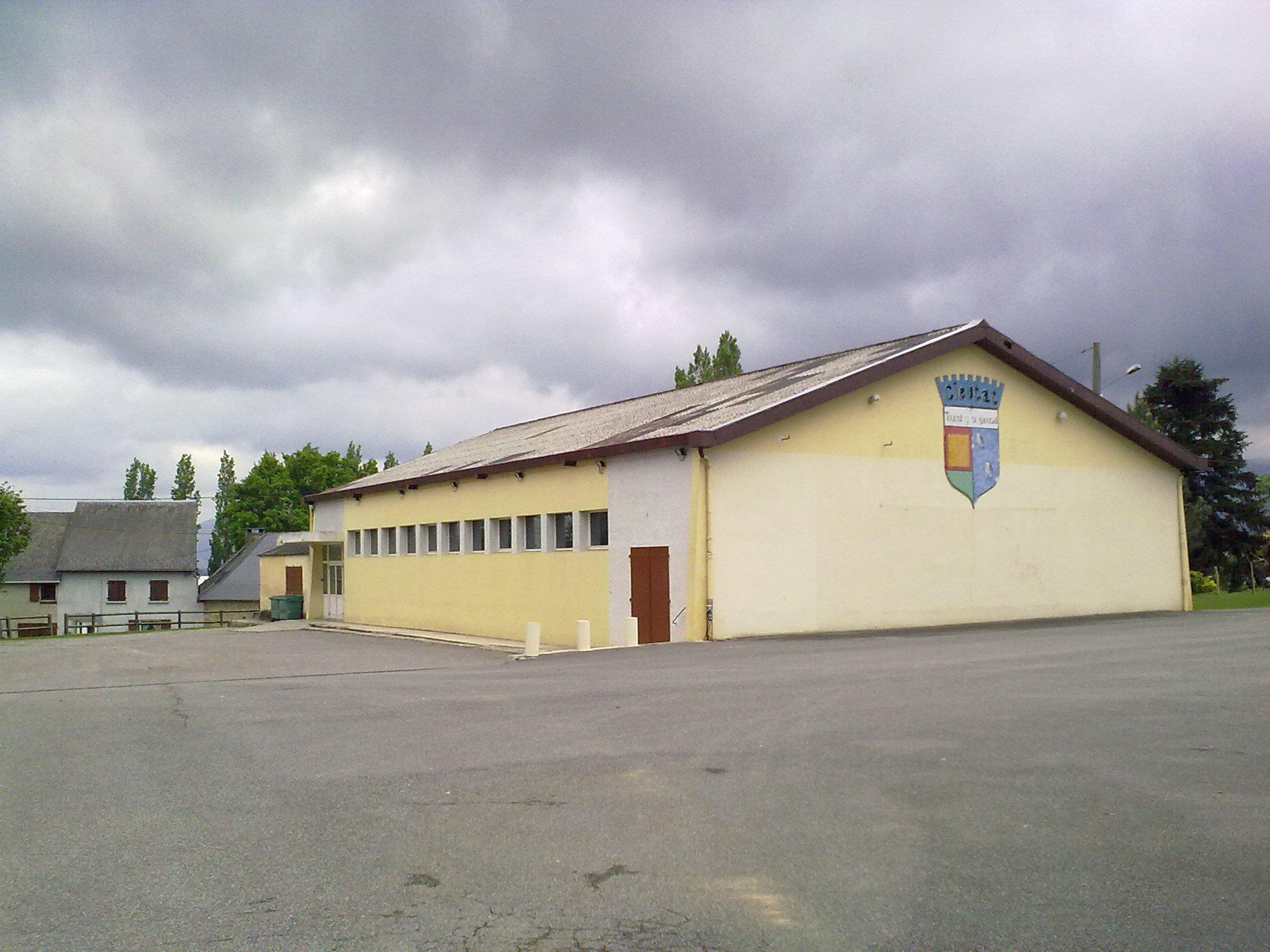
Sala de Ciutat